# (32339) 2000 QA88
2000 QA88 (asteroide 32339) é um asteroide troiano de Júpiter. Possui uma excentricidade de 0.11061170 e uma inclinação de 18.88324º.
Este asteroide foi descoberto no dia 25 de agosto de 2000 por LINEAR em Socorro.